# Amphineurus edentulus
Amphineurus edentulus là một loài ruồi trong họ Limoniidae. Chúng phân bố ở miền Australasia.